# Gunnarsbyns kyrka
Gunnarsbyns kyrka är en kyrkobyggnad i Gunnarsbyn i Luleå stift. Den är församlingskyrka i Gunnarsbyns församling.

## Kyrkobyggnaden
Kyrkan uppfördes efter ritningar av Torben Grut och invigdes 1928. Byggnaden har en stomme av trä och vilar på en låg sockel av huggen sten. Fasaderna är klädda med vitmålad, stående träpanel. Det branta sadeltaket var ursprungligen täckt med spån som senare byttes ut till skivplåt. Kyrkan består av ett långhus med sydvästlig-nordöstlig orientering. Vid sydvästra kortsidan finns ett lägre och smalare vapenhus och vid nordöstra kortsidan finns ett lägre och smalare kor. Vid korets nordvästra sida finns en vidbyggd sakristia.

## Inventarier
- Vid kyrkorummets vänstra sida står en åttkantig predikstol med ett tunt ljudtak.
- Altartavlan är utförd av Gunnar Torhamn.
- Nuvarande orgel tillkom år 1978.